# Liste der Baudenkmäler in Reuth bei Erbendorf

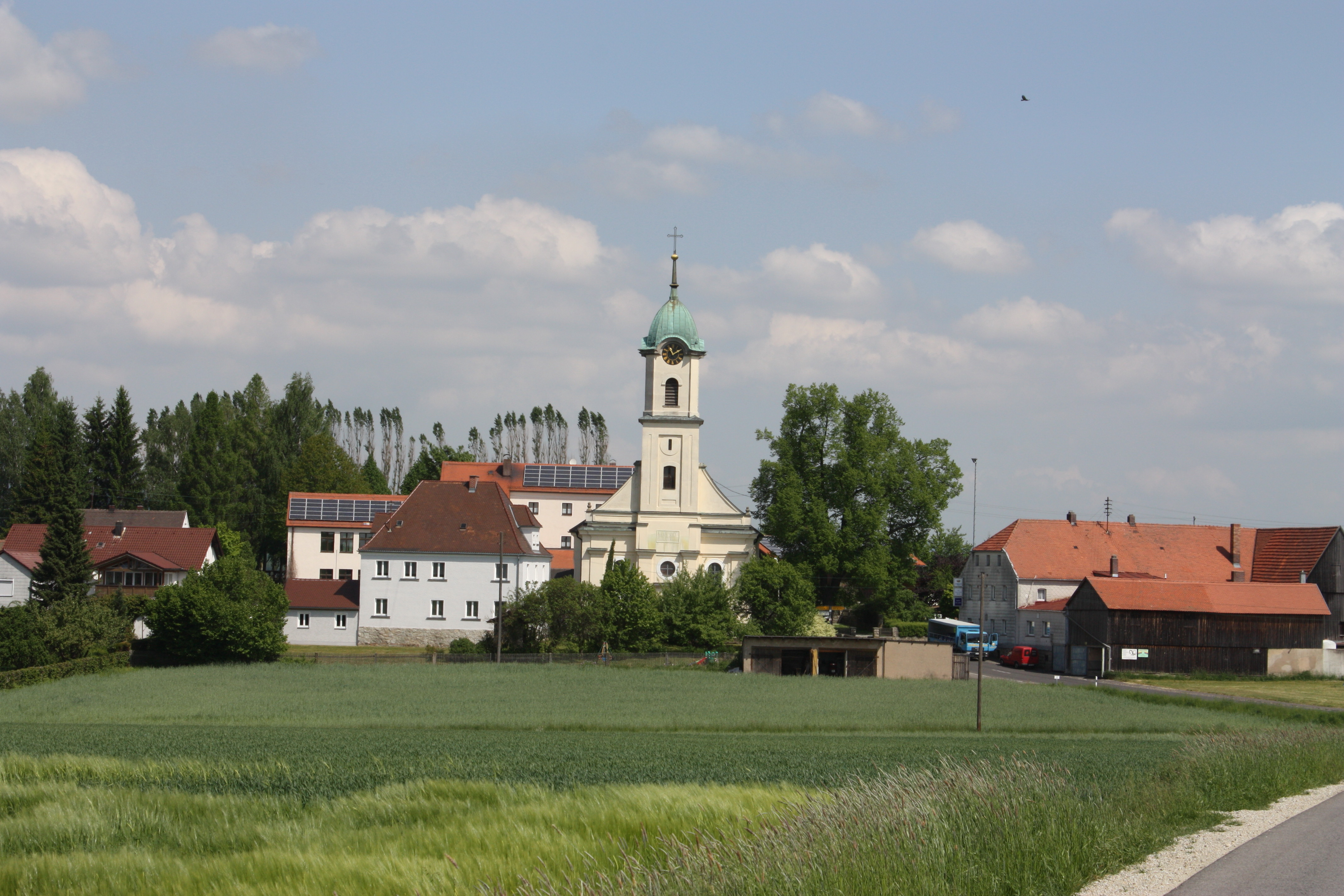
Blick auf Premenreuth

Auf dieser Seite sind die Baudenkmäler in der Oberpfälzer Gemeinde Reuth bei Erbendorf zusammengestellt. Diese Tabelle ist eine Teilliste der Liste der Baudenkmäler in Bayern. Grundlage ist die Bayerische Denkmalliste, die auf Basis des Bayerischen Denkmalschutzgesetzes vom 1. Oktober 1973 erstmals erstellt wurde und seither durch das Bayerische Landesamt für Denkmalpflege geführt wird. Die folgenden Angaben ersetzen nicht die rechtsverbindliche Auskunft der Denkmalschutzbehörde.

## Baudenkmäler nach Ortsteilen

### Reuth
| Lage                                               | Objekt                                | Beschreibung | Akten-Nr.     | Bild           |
| -------------------------------------------------- | ------------------------------------- | --- | ------------- | -------------- |
| Hauptstraße 18 und 20. Nähe Hauptstraße (Standort) | Schloss                               | Hauptbau, zwei- bis dreigeschossiger, verputzter Massivbau mit Walmdach über hakenförmigem Grundriss, mit Lisenen- und Bändergliederung sowie angegliedertem Turm, östlich gleichartig gestalteter, zweigeschossiger Wohntrakt als Nebengebäude angeschlossen, im Kern 17. Jahrhundert, Wiederaufbau nach 1722, Umbau 1795 insbesondere unter Ernst Karl Rudolf Freiherr von Reitzenstein, weiterer Umbau und Erweiterung in neubarocken Formen mit geschweiften Zwerchgiebeln und Erneuerung des Turmes als Rundbau mit Zwiebelhaube, unter Albert von Reitzenstein durch Josef Koch, 1905–10; mit Ausstattung Ehemaliges Sudhaus mit Mälzerei und Wohnung des Braumeisters, zweigeschossiger, verputzter Massivbau mit einseitig abgewalmtem Satteldach, 1742, Umbauten 1795 sowie wohl 1905–10 Nebengebäude, zweigeschossiger, verputzter Massivbau in Ecklage mit Walmdach, 19. Jahrhundert, im Kern älter Stallungsgebäude, eineinhalbgeschossiger, unverputzter Bruchsteinbau mit Satteldach und verbrettertem Halbgeschoss, wohl 1902 Unterer und oberer Schlosshof, durch Mauer getrennt, spätes 18. Jahrhundert Schlosspark, um 1800 angelegt Einfriedung des Schlossparks sowie unteres und oberes Schlosstor | D-3-77-149-2  | weitere Bilder |
| Käßberg 3 (Standort)                               | Katholische Nebenkirche St. Katharina | Saalbau, verputzter Massivbau mit Satteldach, eingezogenem, halbrund geschlossenem Chor, Westturm mit Zwiebelhaube sowie Granitportal, bezeichnet mit „1717“; mit Ausstattung | D-3-77-149-1  | weitere Bilder |
| Nähe Hammerweg (Standort)                          | Begräbniskapelle                      | Freiherrlich von Reitzensteinsche Familiengruft, verputzter Massivbau, überkuppelte Rotunde mit Vorhalle und Giebelreiter, neuromanisch, bezeichnet mit „1852“ | D-3-77-149-11 | BW             |
| Schleicherweg 4 (Standort)                         | Hausfigur des heiligen Florian        | Holz, spätes 18. Jahrhundert | D-3-77-149-3  | BW             |

### Drahthammer
| Lage                    | Objekt                                         | Beschreibung                                                                                               | Akten-Nr.    | Bild |
| ----------------------- | ---------------------------------------------- | --- | ------------ | ---- |
| Hammerweg 9 (Standort)  | Ehemaliges Richterhaus                         | Dreigeschossiger, verputzter Massivbau mit Halbwalmdach und Granitgewänden, spätes 18. Jahrhundert         | D-3-77-149-4 | BW   |
| Hammerweg 17 (Standort) | Ehemaliges Wohnhaus des Glasperlenfabrikanten  | Zweigeschossiger, verputzter Massivbau mit Halbwalmdach, um 1800 Spätbarocke Gartenpfeiler                 | D-3-77-149-5 | BW   |
| Hammerweg 21 (Standort) | Ehemaliges Hammerhaus, sogenannter Drahthammer | Zweigeschossiger, verputzter Massivbau mit Krüppelwalmdach und Granitgewänden, innen bezeichnet mit „1782“ | D-3-77-149-6 | BW   |

### Erlhammer
| Lage                   | Objekt                   | Beschreibung | Akten-Nr.    | Bild |
| ---------------------- | ------------------------ | --- | ------------ | ---- |
| Erlhammer 1 (Standort) | Ehemaliges Hammerschloss | Hochragender, zweigeschossiger und verputzter Massivbau mit Halbwalmdach, hohem Sockelgeschoss und Granitlaibungen, im Kern spätmittelalterlich, barock umgebaut (Dachstuhl dendrochronologisch bestimmt 1796/97) Stall- und Remisentrakt, eingeschossiger, verputzter Massivbau mit Halbwalmdach, 1813/14, Verlängerung nach Osten und Gewölbeeinbau 1839/40 | D-3-77-149-7 | BW   |

### Escheldorf
| Lage                     | Objekt           | Beschreibung                                                          | Akten-Nr.    | Bild |
| ------------------------ | ---------------- | --------------------------------------------------------------------- | ------------ | ---- |
| Escheldorf 16 (Standort) | Pfeilerbildstock | Granit, mit Holzfigur Christi an der Geißelsäule, 18./19. Jahrhundert | D-3-77-149-8 | BW   |

### Josephshof
| Lage                  | Objekt                                      | Beschreibung                                                                        | Akten-Nr.    | Bild |
| --------------------- | ------------------------------------------- | ----------------------------------------------------------------------------------- | ------------ | ---- |
| Forsthof 4 (Standort) | Ehemaliges Forstamt, sogenannter Josephshof | Zweigeschossiger, verputzter Massivbau mit Walmdach und geohrtem Granitportal, 1774 | D-3-77-149-9 | BW   |

### Premenreuth
| Lage                        | Objekt                                                      | Beschreibung | Akten-Nr.     | Bild           |
| --------------------------- | ----------------------------------------------------------- | --- | ------------- | -------------- |
| Reuther Straße 2 (Standort) | Katholische Pfarr- und Wallfahrtskirche Unserer Lieben Frau | Saalbau, verputzter Massivbau mit Satteldach, mittig halbrund vorspringenden Langhauskapellen und Fassadenturm mit Haube, „1799-1800“ (bezeichnet), Giebelfront mit Pilastergliederung bezeichnet mit „1911“; mit Ausstattung | D-3-77-149-10 | weitere Bilder |